# Pachynoa sabelialis
Pachynoa sabelialis is een vlinder uit de familie van de grasmotten (Crambidae), uit de onderfamilie van de Spilomelinae. De wetenschappelijke naam van deze soort is voor het eerst voorgesteld als Botys sabelialis door Achille Guenée in een publicatie uit 1854.

## Verspreiding
De soort komt voor in Centraal-India, Nepal, Bhutan, China (Fujian, Hong-Kong), Taiwan, Maleisië, Borneo en Japan.

## Waardplanten
De rups leeft op soorten van de moerbeifamilie (Moraceae).